# Приазовська районна рада
Приазовська районна рада — районна рада Приазовського району Запорізької області, з адміністративним центром у смт Приазовське.

## Загальні відомості
Приазовській районній раді підпорядковані 2 селищні ради, 23 сільських рад, 2 смт, 1 селище, 49 сіл. Водойми на території районної ради: ріка Домузла.  
Населення становить 28,7 тис. осіб. З них 9,3 тис. (32 %) — міське населення, 19,4 тис. (68 %) — сільське.

## Склад ради
Загальний склад ради: 34 депутати.
Депутатські фракції та групи: «Опозиційний блок» — 13, «Аграрна партія України» — 10, «Наш край»  — 4, позафракційні — 4, «Блок Петра Порошенка «Солідарність» — 3.

### Керівний склад ради
- Голова — Прокопенко Олександр Миколайович[3]
- Заступник голови —